# Kerttu Niskanen
Kerttu Niskanen, född 13 juni 1988 i Uleåborg, är en finländsk längdskidåkare som har tävlat i världscupen sedan februari 2007. Hon tävlar i både sprint- och distanslopp. Hon är äldre syster till finske landslagsmannen i längdåkning Iivo Niskanen, som också har vunnit flera OS- och VM-medaljer.
Niskanens första världscupseger var masstartsloppet över 10 km i klassisk stil den 1 januari 2014 som var en etapp i Tour de Ski 2013/2014. Sammanlagt har hon åtta individuella segrar och 23 pallplaceringar totalt. I 4 x 5 km-stafetterna har hon också varit på pallen sju gånger. Hennes bästa resultat från Tour de Ski är 2:a plats 2023. Niskanens bästa placering i världscupen är 3:e 2022/23, när hon var 1:a i distanscupen.
I VM i Falun 2015 placerade hon sig på fjärde plats två gånger, i skiathlon och 30 km klassiskt. Hon har flera individuella topp 10-placeringar i världsmästerskap. Från stafetter har hon två bronsmedaljer, från Falun 2015 och Lahtis 2017.
I olympiska spelen har Niskanen kommit fyra i två individuella tävlingar, men från 10 km klassiskt i Peking 2022 fick hon äntligen en individuell medalj när hon kom tvåa. Niskanen kämpade hårt om guldet med Therese Johaug som till slut vann med bara 0,4 sekunder före Niskanen. I 30 km fristil vann Niskanen ett överraskande brons tack vare en stark slutspurt där hon besegrade Ebba Andersson som i 25 kilometer hade haft ett försprång på nästan 30 sekunder. I lagtävlingar har hon vunnit två OS-silvermedaljer, från sprintstafetten och stafetten i Sotji 2014.
Niskanen var tvungen att avbryta säsongen 2020/21 på grund av en stressfraktur i vadbenet. Därmed missade hon VM i Oberstdorf. Trots detta beslutade hon sig för fortsätta karriären och lärde sig gå igen efter att ha varit gipsad sex veckor. Den följande säsongen återvände hon starkare än någonsin och tog sin första pallplats på tre år när hon vann 10 km klassiskt i Lenzerheide. Denna seger den 29 december 2021 var också historisk eftersom Niskanens bror Iivo vann herrarnas 15 km bara en stund senare; det var den första gången ett syskonpar vann tävlingar i längdvärldscupen under samma dag. I säsongsfinalen i Falun stod de tillsammans på pallen när Finland slutade tvåa i mixedstafett.